# Rungia paxiana
Rungia paxiana là một loài thực vật có hoa trong họ Ô rô. Loài này được (Lindau) C.B. Clarke miêu tả khoa học đầu tiên năm 1900.

## Hình ảnh

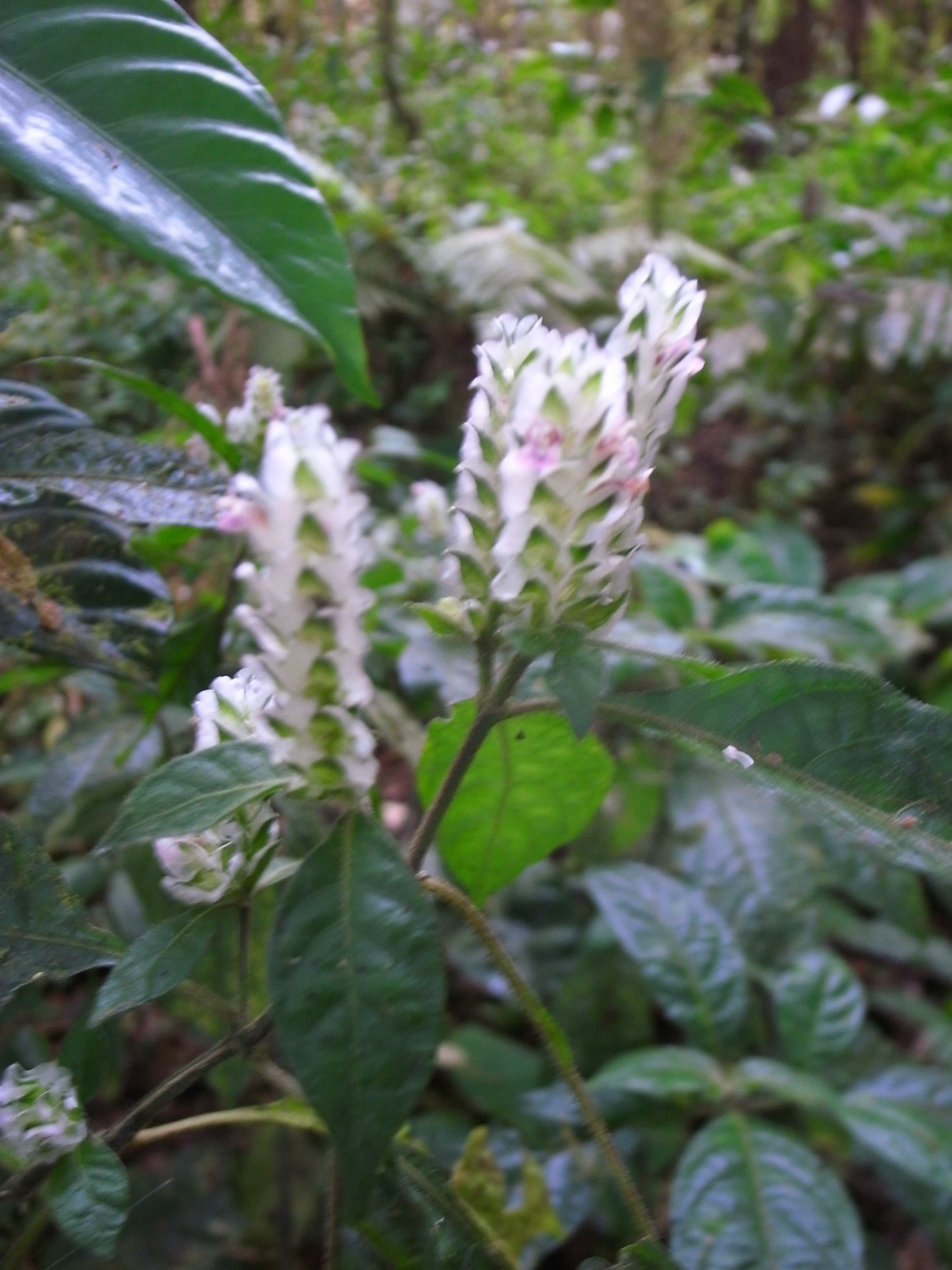
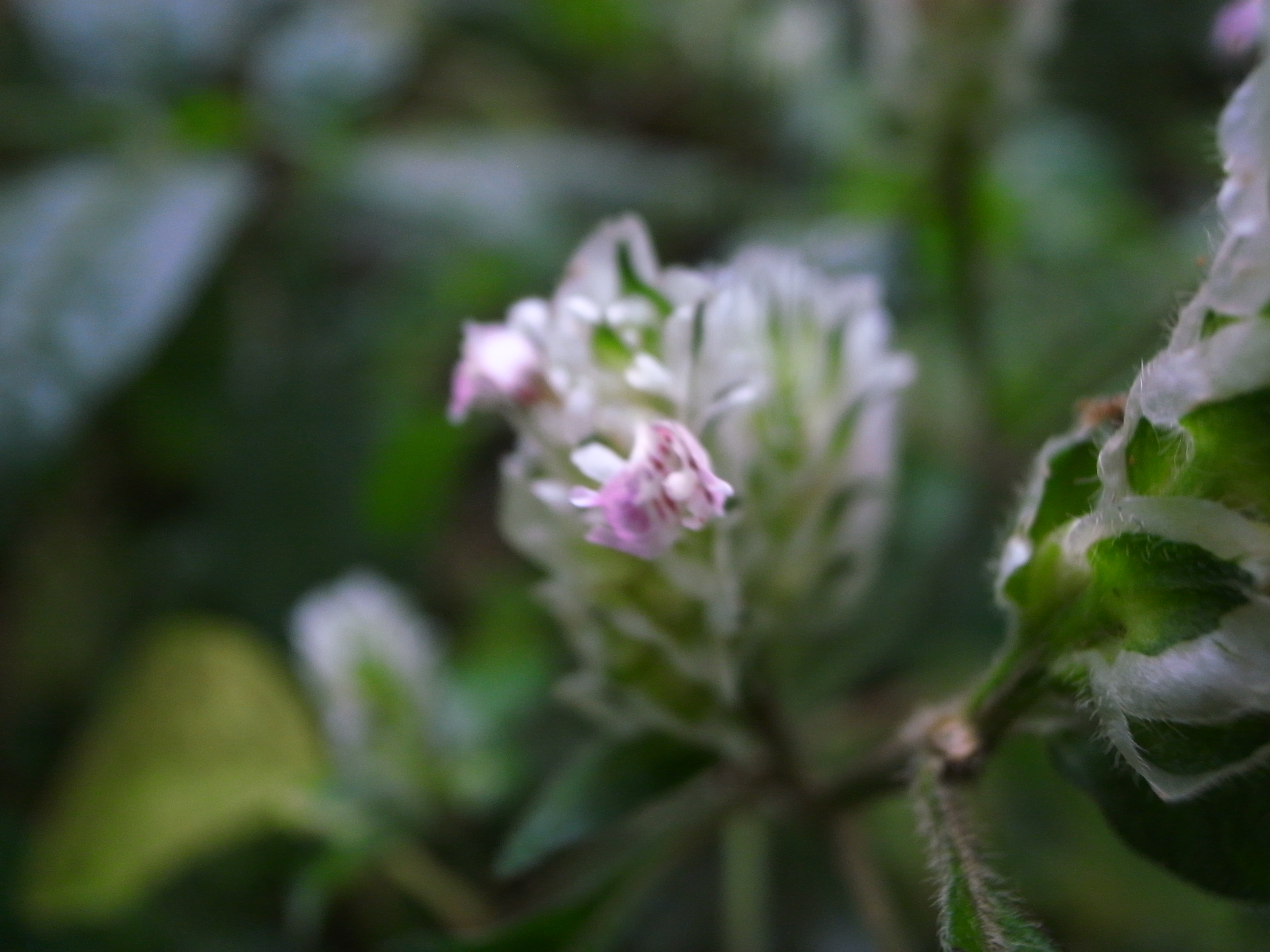
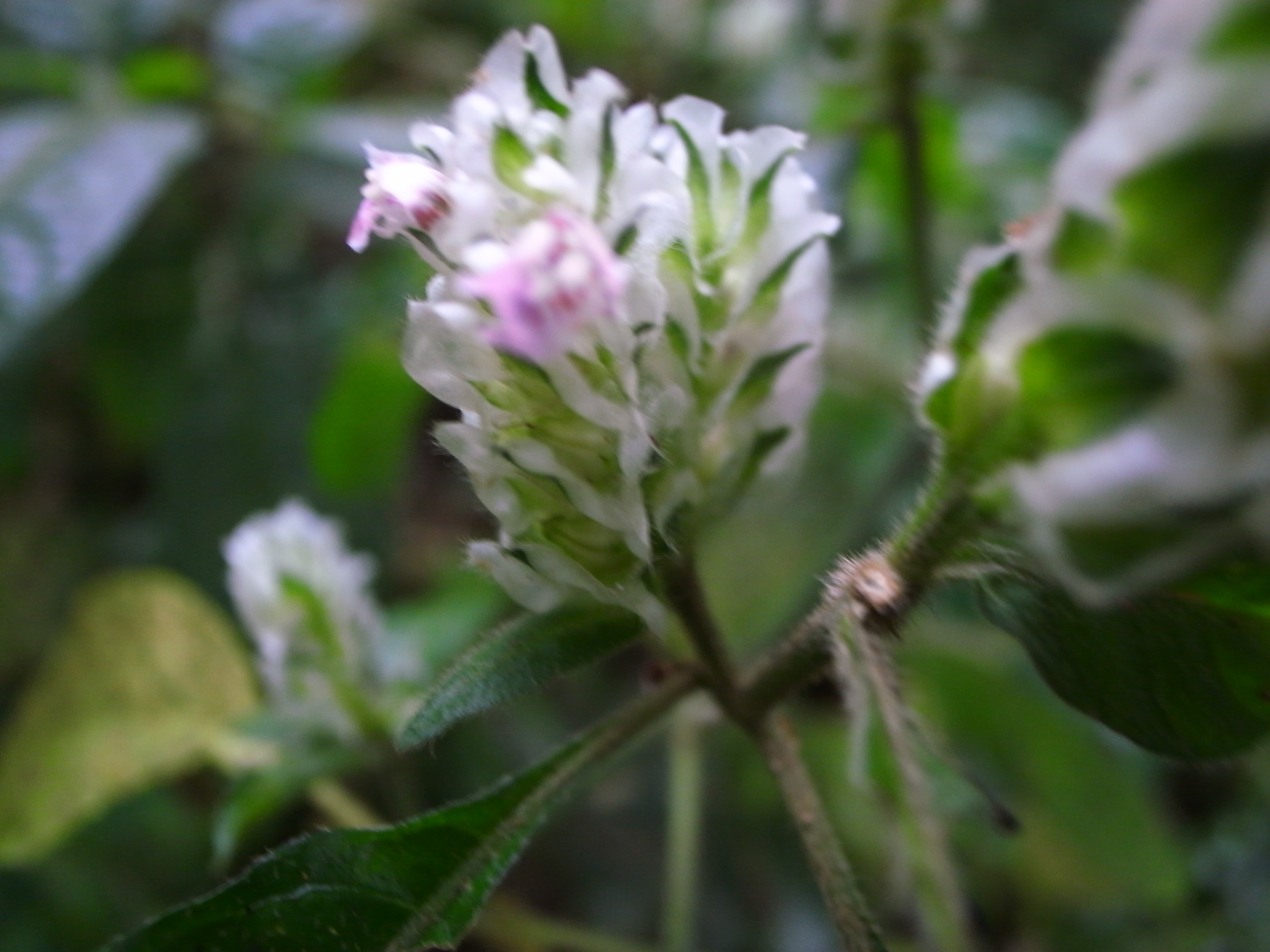
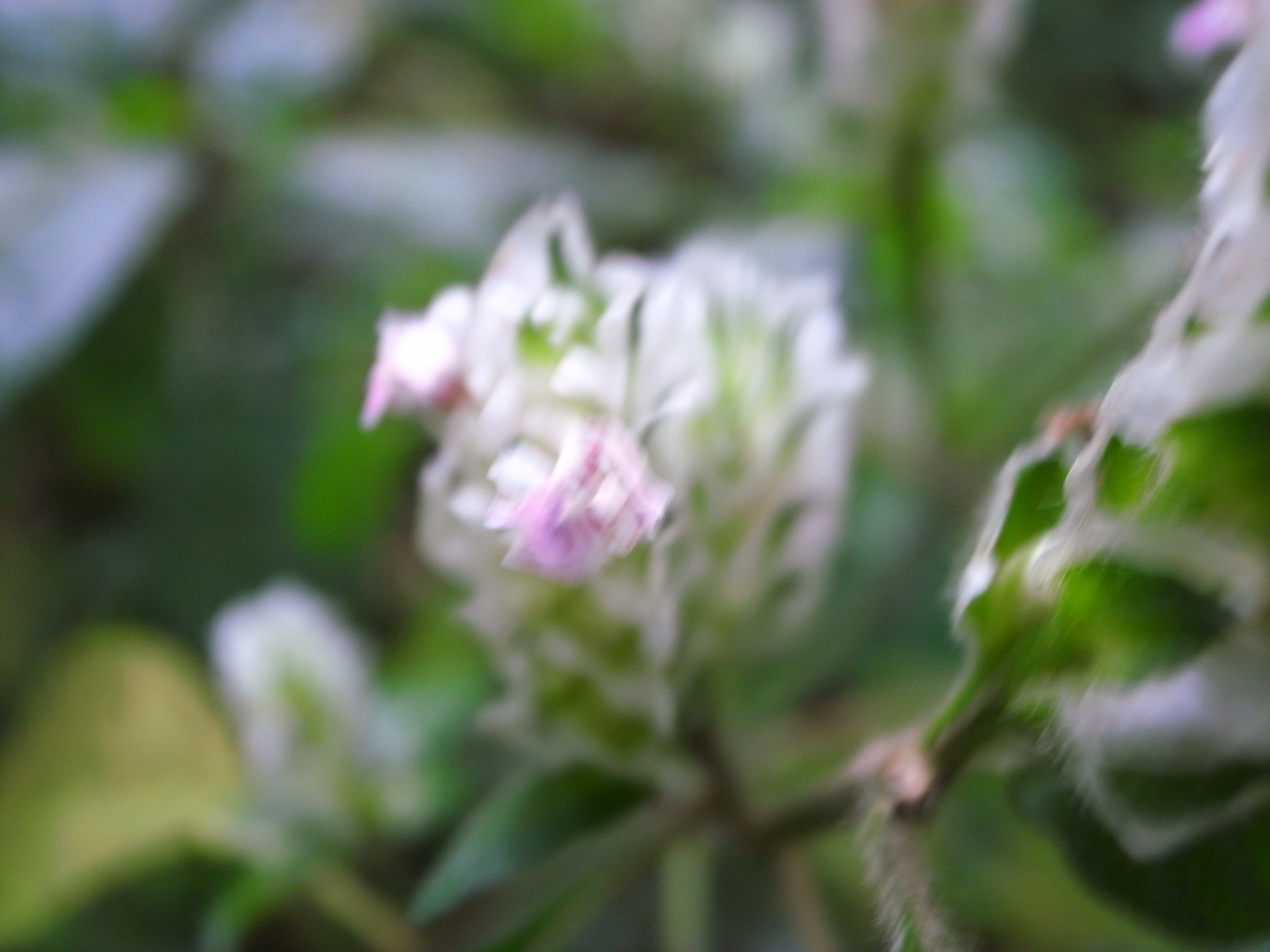